# 御衣黃

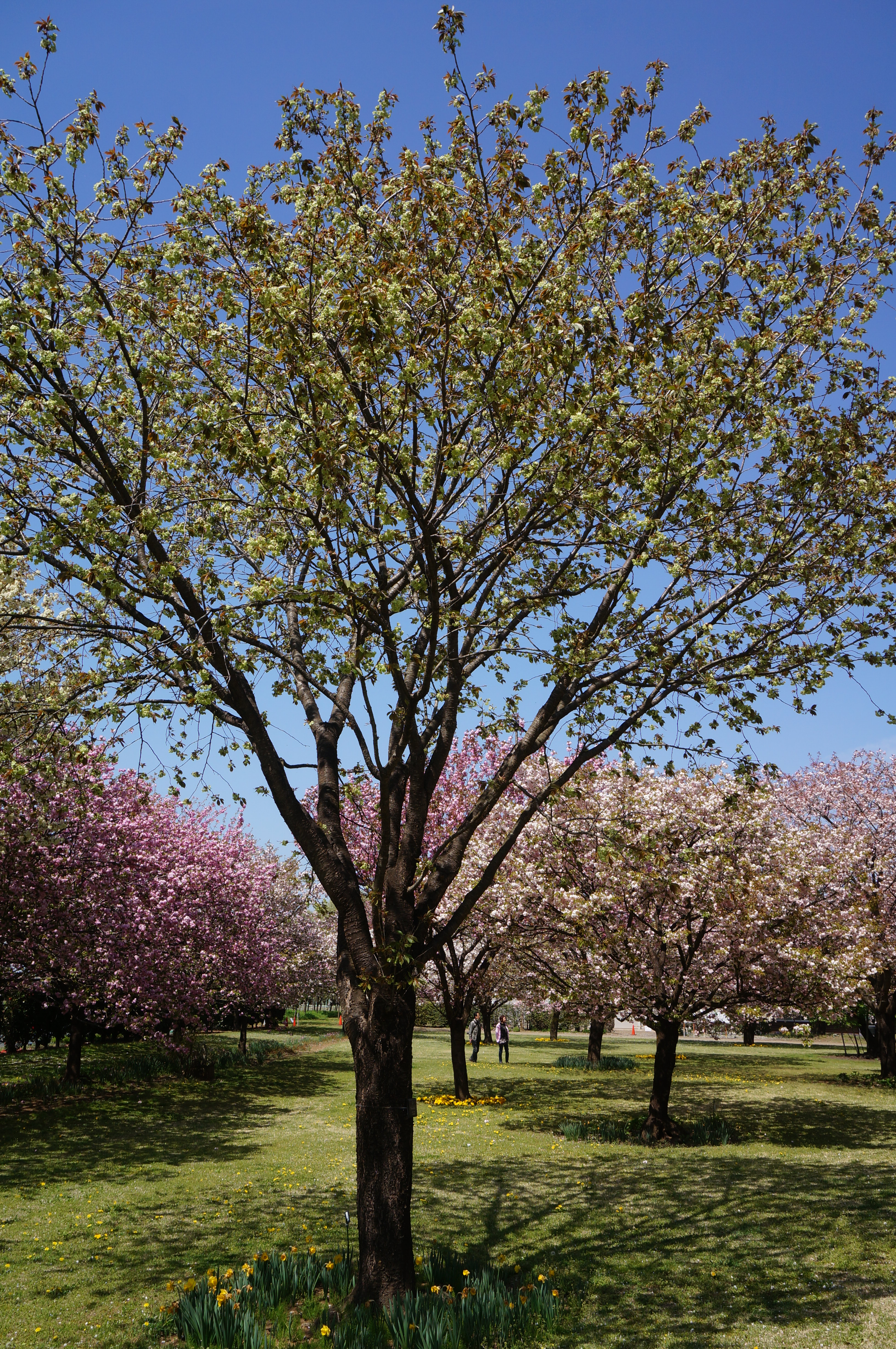

御衣黃（日语：ギョイコウ，學名Cerasus Sato-zakura Group ‘Gioiko’ Koidz）是薔薇科李屬的一種植物。這種櫻花是一種基於山櫻花的日本原產櫻花品種，在江戶時代中期已經出現。名稱來自於花的顏色類似於貴族服裝的萌黃色。這種櫻花最初開始在京都仁和寺栽培。江戶時代，菲利普·法蘭茲·馮·西博爾德曾將這種櫻花帶出日本國外。